# Перес, Даниэла
Даниэ́ла Пе́рес Газо́лла (порт. Daniella Perez Gazolla; 11 августа 1970 — 28 декабря 1992) — бразильская актриса, дочь сценаристки Глории Перес.

## Биография
Отец Перес был удачливым предпринимателем, мать — писательницей, сценаристом, поэтом, драматургом. В четыре года девочка стала учиться классическому танцу, и в восемнадцать стала профессиональной танцовщицей.
Первую роль Перес получила в 1989 году на телеканале «Маншети» в сериале «Кананга». Ей надо было станцевать танго с главным героем, которого играл Раул Газолла, за которого она позже вышла замуж.
Год спустя режиссёр-постановщик Волф Майя, снимавший на телеканале «Глобу» телесериал «Суррогатная мать», пригласил Даниэлу Перес на роль танцовщицы Кло. Ведущие телестудии стали приглашать Перес на заметные роли. Вместе с мужем начала работу над подготовкой мюзикла «Танцуй со мной». Сыграла роль Ясмин в телесериале «Душа и тело».
В возрасте 22 лет Перес была убита Гильерме де Падуа и его женой Паулой Томас. Это произошло, вероятно, по причине ревности Томас своего мужа к Перес, которые изображали пару в теленовелле «Душой и телом». Гильерме де Падуа 18 раз ударил Перес ножницами в лицо, шею и грудь. Паула Томас находилась в то время на третьем месяце беременности. Их сын родился в мае 1993, на тот момент пара находилась в тюрьме. Паула освободилась в 1999 г., а Гильерме в 2003, они развелись ещё до освобождения Паулы.